# 6 (album av Louise Hoffsten)
6 är ett album av Louise Hoffsten från 1996.

## Låtlista
| Nr           | Titel                  | Kompositör                   | Längd |
| ------------ | ---------------------- | ---------------------------- | ----- |
| 1.           | Dance On Your Grave    | Louise Hoffsten              | 4:18  |
| 2.           | Box Full Of Faces      | Leif Larson, Louise Hoffsten | 3:49  |
| 3.           | Miracle                | Leif Larson, Louise Hoffsten | 3:50  |
| 4.           | Bepop And Lulu         | Louise Hoffsten              | 3:22  |
| 5.           | Nice Doin' Business    | Louise Hoffsten              | 3:34  |
| 6.           | Explain It To My Heart | Louise Hoffsten              | 4:00  |
| 7.           | Healing Rain           | Louise Hoffsten, Terry Cox   | 3:39  |
| 8.           | Not The End Of Time    | Leif Larson, Louise Hoffsten | 3:35  |
| 9.           | Little Devil In Me     | Leif Larson, Louise Hoffsten | 3:31  |
| 10.          | Bringing Out The Elvis | Leif Larson, Louise Hoffsten | 3:32  |
| 11.          | Eddie Bummer           | Leif Larson, Louise Hoffsten | 3:49  |
| 12.          | Wherever You Go        | Leif Larson, Louise Hoffsten | 4:31  |
| Total längd: | Total längd:           | Total längd:                 | 45:30 |